# Angry Boys
Angry Boys è una serie televisiva mockumentary australiana scritta e interpretata da Chris Lilley.
Continuando lo stile mockumentary delle sue precedenti serie, lo show indaga sulle vite dei giovani maschi del XXI secolo - sulle loro influenze, i loro sogni, ambizioni ecc. In Angry Boys, Lilley interpreta diversi personaggi: S.mouse, un rapper americano; Jen, un manipolatore di madre giapponese; Blake Oakfield, un campione di surf; Ruth "Gran" Sims, una guardia del centro di detenzione minorile; sua nipote, South Australian e i gemelli Daniel e Nathan Sims.
La serie è una co-produzione tra l'Australian Broadcasting Corporation ed il canale via cavo statunitense HBO, con una pre-vendita per BBC Three nel Regno Unito. Girato a Melbourne, Los Angeles e Tokyo, Angry Boys è stato trasmesso per la prima volta l'11 maggio 2011 alle ore 21:00 sul canale ABC1.

## Produzione

### Sviluppo
I produttori esecutivi Chris Lilley e Laura Waters hanno riunito la stessa squadra di collaboratori di Summer Heights High e We Can Be Heroes per creare sei personaggi per la serie. Ciò ha incluso il direttore del casting, direttore della fotografia, cameraman, Dipartimento artistico, costumista, truccatore, sopralluoghi, primo aiuto regista, compositore ed editore. Il 25 agosto 2009 il The Daily Telegraph ha riferito che Lilley aveva pianificato di pubblicare una serie seguente a Summer Heights High, dopo anni di lavorazione. Un casting si è tenuto il 30 settembre 2009 per i ruoli di una donna afro-americana (di età compresa tra i 18 e i 25 anni) per interpretare una modella di nome LaFonda, di un maschio afro-americano, (di età compresa tra i 50e i 65 anni) per interpretare un personaggio chiamato Carter e uno skater professionista  maschio giapponese-americano, (di età compresa tra i 16 e i 20 anni) per interpretare Corey. Il 2 ottobre 2009 è stato rivelato che Lilley stava cercando diversi attori americani per farli apparire nella serie. L'Australian Broadcasting Corporation (ABC) ha anche rivelato alcuni dettagli sulla serie, confermando che si sarebbe chiamata Angry Boys e che sarebbe stata co-prodotta dalla ABC e dal network statunitense HBO.
Ai provini per 89 ruoli principali e 1.228 comparse si sono presentate più di 3.500 persone, sia attori famosi che esordienti provenienti da tutta l'Australia e dall'estero. Angry Boys è stato girato in più di sette mesi in più di 70 luoghi tra l'Australia, Los Angeles e Tokyo. La serie è stata montata in un periodo di 12 mesi. Una anteprima della serie è stata trasmessa il 16 marzo 2011, introducendo alcuni dei nuovi personaggi e mostrando il ritorno dei gemelli Daniel e Nathan Sims di We Can Be Heroes. L'anteprima è stata mostrata anche durante il Comic Relief benefit nel Regno Unito il 18 marzo 2011. Durante un'intervista con The Age nel maggio 2011, Waters ha detto che volevano the series to be a "challenge" to make it more "fun" and believes that they have "taken everything to the next level". Angry Boys è stato trasmesso per la prima volta l'11 maggio 2011 alle ore 21:00 sul canale ABC1.

### Musica
Il tema musicale di Angry Boys è stato scritto e prodotto da Lilley. Bryony Marks ha aiutato Lilley ad arrangiare il tema musicale ed ha prodotto tutte le musiche di scena. È stato registrato nel corso di un certo numero di sedute con la Melbourne Symphony Orchestra, con Lilley al piano per alcune parti.
Lilley ha anche scritto e prodotto tutte le canzoni della serie, incluse le canzoni rap di S.mouse, e le ha registrate nel suo studio di casa.